# 香港男士競選
香港男士競選（Mr. Hong Kong），是亞洲電視於1998年開始創辦的男士選舉節目，期間「港男」成為香港流行名詞。第一屆獎項由當年的亞洲小姐負責頒獎，總共有十位男士進入決賽，又被稱為「十兄弟」。於2000年至2004年停辦，2005年復辦，改為亞洲先生競選，參加者不再局限於香港，然而亞洲先生只舉辦一屆便再度停辦，直到2011年才再度舉辦。在香港男士競選僅舉辦的兩屆賽事中，首屆賽事冠軍為戴展國，第二屆冠軍為杜挺豪。首屆所有成員皆有份參演亞洲電視節目《好玩十兄弟》。
- 首屆參賽者（1998年）：陳錫文〈殿軍〉、蔣偉光（第五）、錢嘉成（季軍）、成元均（亞軍）、梁皓楷、傅湛傑、鄺銘業、林玉麟、戴展國（冠軍）、吳學明
- 第二屆參賽者（1999年）：鄔恆通、杜挺豪（冠軍）、葉良財（亞軍）、張文健、鄭維朗、倪傳、蔣偉光

## 無綫電視之同類節目
無綫電視之後舉辦類似活動，名為「香港先生選舉」，所有參選者都被稱為港男，引起大眾話題。

## 相關鏈接
- 選美風雲50年 第六集 （页面存档备份，存于）